# 5831 Dizzy
Az 5831 Dizzy (ideiglenes jelöléssel 1991 JG) a Naprendszer kisbolygóövében található aszteroida. Ueda Szeidzsi és Kaneda Hirosi fedezte fel 1991. május 4-én.